# Kennet (rzeka)
Kennet (ang. River Kennet) – rzeka w południowej Anglii, w hrabstwach Wiltshire i Berkshire. Długość rzeki wynosi 70 km, a powierzchnia jej dorzecza – 1164 km².
Źródło rzeki znajduje się w pobliżu osady Uffcott. Rzeka płynie w kierunku wschodnim, przepływając przez miasta Marlborough, Hungerford, Newbury oraz Reading, gdzie uchodzi do Tamizy.
Kennet połączona jest z rzeką Avon poprzez kanał Kennet and Avon Canal, stanowiąc część drogi wodnej z Londynu do Bristolu.